# Elisabeth von Württemberg (1767–1790)

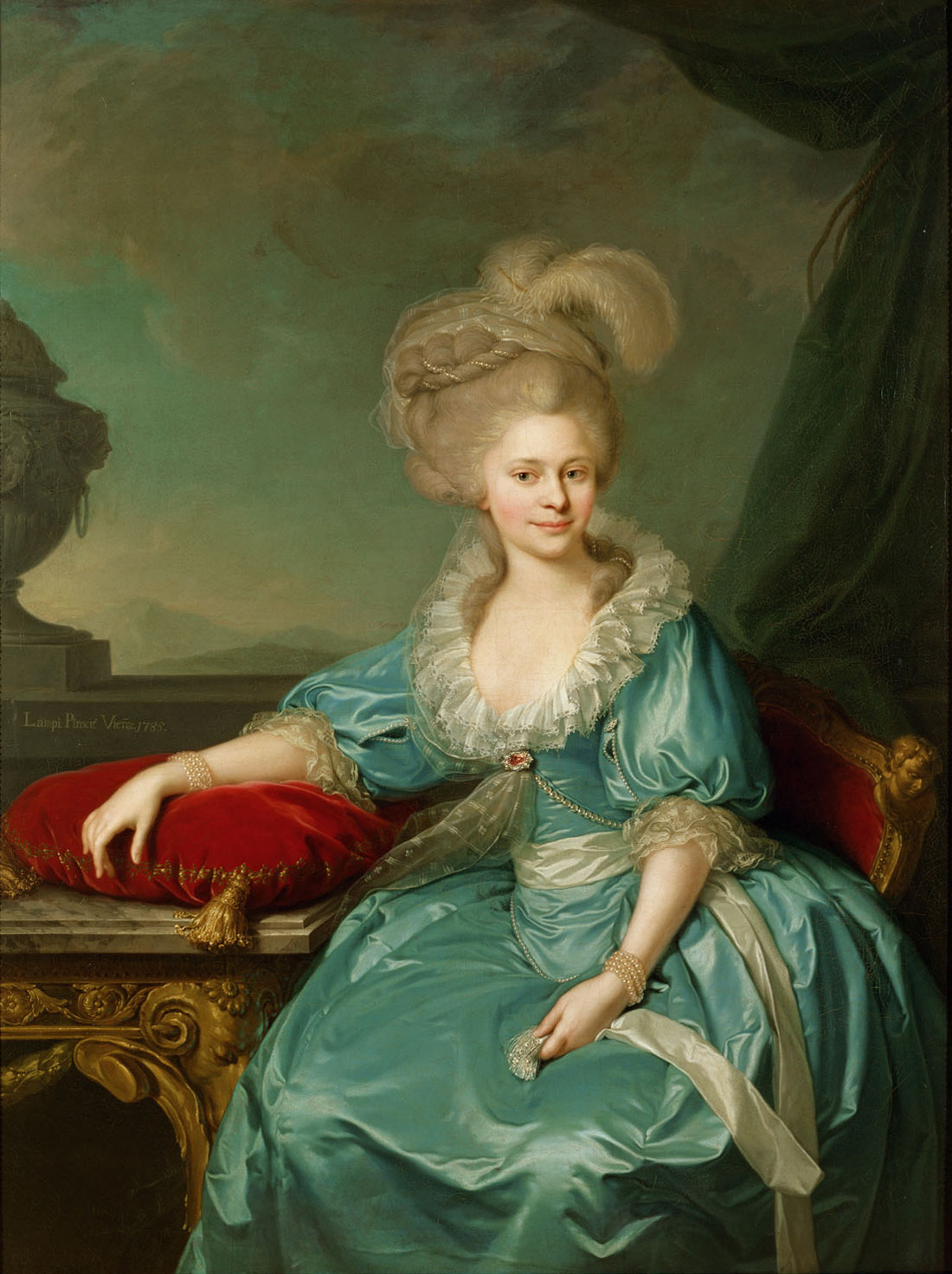
Giovanni Battista Lampi: Elisabeth von Württemberg.

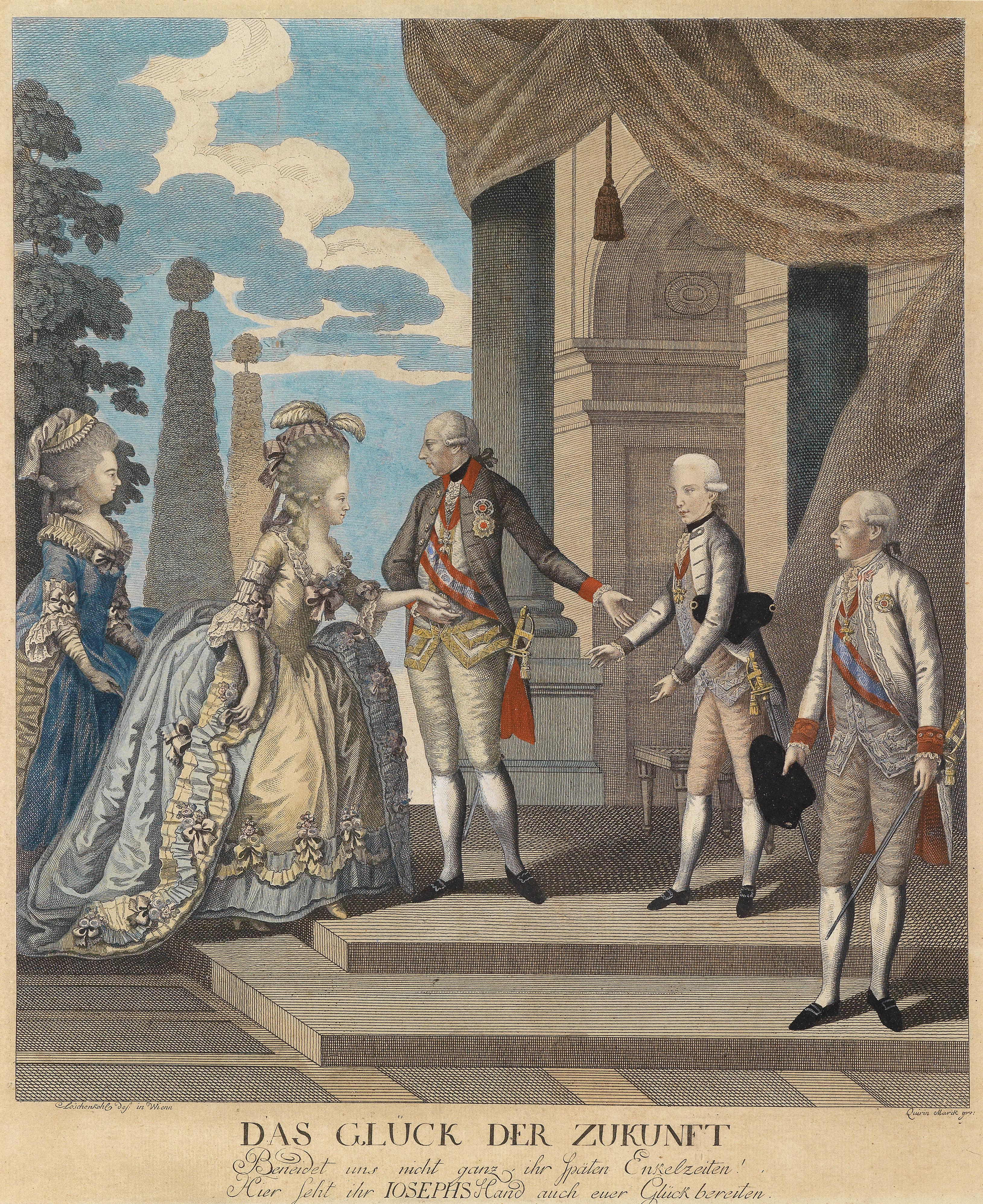
Das Glück der Zukunft: Joseph II. als Ehestifter.

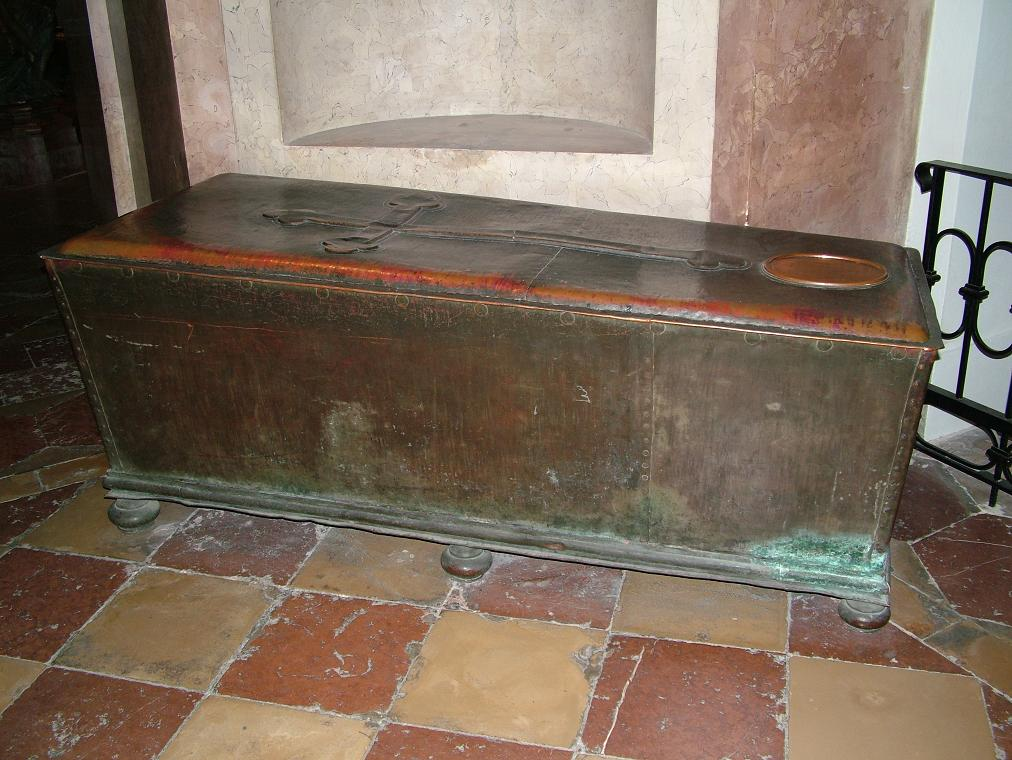
Elisabeth Sarkophag in der Kapuzinergruft.

Elisabeth Wilhelmine Louise von Württemberg (* 21. April 1767 in Treptow an der Rega; † 18. Februar 1790 in Wien) war die erste Gemahlin des späteren Kaisers Franz II.

## Leben
Elisabeth war das achte Kind des Herzogs Friedrich Eugen von Württemberg und der Prinzessin Friederike Dorothea Sophia von Brandenburg-Schwedt. Ihr Vater war mit seinen Brüdern 1741 nach Potsdam an den Hof Friedrichs II. von Preußen gekommen und lebte seit 1750 als Regimentschef im pommerschen Treptow an der Rega. Dort erhielt Elisabeth unter Leitung der Freiin von Bork eine gute Erziehung. Friedrich II., der bereits 1776 für die Vermählung ihrer Schwester Dorothea mit dem späteren Zaren Paul gesorgt hatte, beabsichtigte, sie mit seinem Großneffen und zukünftigen preußischen Kronprinzen Friedrich Wilhelm zu verheiraten, doch zerschlug sich das Vorhaben im April 1781 nach einem Briefwechsel zwischen ihrem Vater und dem König. Wegen der Verbindung ihrer Schwester zu Russland war Elisabeth für Kaiser Joseph II. zu einer politisch interessante Partie geworden. Er bestimmte sie zur künftigen Gemahlin seines Neffen, des späteren Kaisers Franz. Auf sein Betreiben kam Elisabeth 1782 nach Wien und wurde im Salesianerinnenkloster weiter erzogen. Josepha Gräfin von Chanclos wurde ihre Obersthofmeisterin. Pater Alois Langenau machte Elisabeth mit den Grundsätzen des Katholizismus vertraut, zu welcher Konfession sie im Dezember 1782 konvertierte. Vor ihrer Vermählung erhielt sie ein monatliches Einkommen von Hundert Dukaten, mit dem sie auch Notleidende unterstützte. 
Am 6. Januar 1788 fand in Wien die Hochzeit der 20-jährigen Elisabeth mit dem knapp ein Jahr jüngeren Erzherzog Franz statt. Kaiser Joseph kümmerte sich angeblich sogar um eine Zahnregulierung der jungen Prinzessin, die dem schwer kranken Kaiser in dessen letzten Lebensjahren durch ihren jugendlichen Charme hilfreich zur Seite stand. 1789 wurde Elisabeth schwanger, ihr Zustand war jedoch sehr instabil, nicht zuletzt verursacht durch die Unruhe wegen des sich ständig verschlechternden Gesundheitszustands von Kaiser Joseph. Nachdem Joseph am 15. Februar 1790 die letzte Ölung empfangen hatte, wollte Elisabeth ihn besuchen; bis dahin war ihr dies nämlich aufgrund ihres Zustands nicht gestattet worden. Um sie nicht durch seine Todesblässe zu erschrecken, ließ der Kaiser sein Krankenzimmer bei ihrem Empfang nur matt erleuchten. Dennoch war Elisabeth beim Anblick des todkranken Kaisers tief erschüttert und fiel in Ohnmacht. In der Nacht auf den 17. Februar gebar sie vorzeitig ein geistesschwaches Kind, Erzherzogin Ludovika Elisabeth, die bereits am 24. Juni 1791 starb. Elisabeth überlebte die über 24 Stunden dauernde Niederkunft nicht, bei der eine Notoperation eingeleitet wurde, um das Leben der Mutter zu retten. Sie starb am 18. Februar 1790 im Alter von nur 22 Jahren in Wien. Ihre letzte Ruhestätte fand sie in der Kapuzinergruft.

## Archivinformationen
Elisabeths Briefe an ihre Eltern, Friedrich II. Eugen von Württemberg und Friederike Dorothea Sophia von Brandenburg-Schwedt, geschrieben zwischen 1780 und 1790, werden im Hauptstaatsarchiv Stuttgart aufbewahrt. Auch Elisabeths Briefe an ihren Bruder, Karl Friedrich Heinrich von Württemberg, werden im Hauptstaatsarchiv Stuttgart aufbewahrt.